# Andromalius
 (mai 2022).
Si vous disposez d'ouvrages ou d'articles de référence ou si vous connaissez des sites web de qualité traitant du thème abordé ici, merci de compléter l'article en donnant les références utiles à sa vérifiabilité et en les liant à la section « Notes et références ».

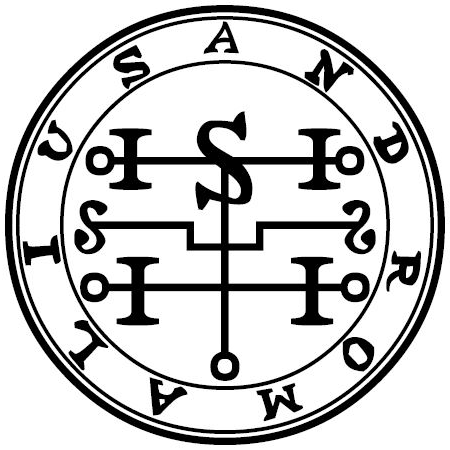
Le sceau de Andromalius selon Mathers.

Andromalius est un démon issu des croyances de la goétie, science occulte de l'invocation d'entités démoniaques. 
Le Lemegeton le mentionne en 72e et dernière position de sa liste de démons. Selon l'ouvrage, Andromalius est un grand duc de l'Enfer. Il apparaît comme un homme ayant un grand serpent en main. Il est capable de ramener les objets dérobés et de punir les voleurs comme les pécheurs. Il gouverne 36 légions infernales.
La Pseudomonarchia daemonum ne mentionne pas Andromalius dans sa liste de démons.
Il est également un des personnages d'In Nomine Satanis/Magna Veritas (jeu de rôle).